# Исии, Сатоси
Сатоси Исии, также Сатоши Ишии (яп. 石井 慧 Исии Сатоси, 19 декабря 1986, Осака) — японский дзюдоист, олимпийский чемпион 2008 года, серебряный призёр Азиатских игр 2006 года. Выступал в весовой категории свыше 100 килограммов. С 31 декабря 2009 года выступает в турнирах по смешанным единоборствам.

## Любительская карьера
16 октября 2004 года в Будапеште Исии завоевал золотую медаль на чемпионате мира среди юниоров. 2 декабря 2006 года на Азиатских играх он завоевал серебряную медаль в категории свыше 100 кг. 29 апреля 2006 и 2008 года он становился чемпионом Японии по дзюдо в Токио.
15 августа 2008 года он завоевал золотую медаль в весовой категории свыше 100 кг на летних Олимпийских играх в Пекине, Китай, последовательно победив Паоло Бьянкесси из Италии, Ислама Эль Шехаби из Египта, россиянина Тамерлана Тменова, и, в финале, узбекского спортсмена Абдулло Тангриева.
30 апреля 2011 года Исии вернулся в дзюдо, выступил на чемпионате США в открытой весовой категории, выиграл все схватки и обеспечил себе золотую медаль.

## Смешанные боевые искусства
После победы на Олимпиаде, Исии выразил желание применить свои таланты в смешанных боевых искусствах (MMA) к разочарованию японской федерации дзюдо. Исии заявил, что подписал контракт с японской компанией Fighting and Entertainment Group (FEG), занимающейся организацией и промоушеном боёв смешанных единоборств, и дебютирует в начале 2009 года в серии DREAM.
Японская газета «Спорт Японии» (англ. Sports Nippon) позже сообщила, что Исии дебютирует на ринге 31 декабря 2009 года на ежегодной K-1 Premium Dynamite! на арене Сайтама Супер Арена. Тем не менее, Исии заявил, что он отклонил предложение FEG, и планирует продолжать свою карьеру в ММА в американской организации Ultimate Fighting Championship (UFC). Он поехал во Флориду, где тренировался в двух топ-клубах подготовки бойцов ММА American Top Team и Xtreme Couture.
31 декабря 2011 года Сатоси встретился на ринге с российским бойцом Фёдором Емельяненко. Российский боец одержал победу нокаутом в первом раунде. После боя врачи диагностировали отек мозга у Сатоси, вследствие чего ему придется прекратить свои выступления в единоборствах, чтобы не усугубить состояние головного мозга.
Позже данная информация была опровергнута, и Сатоси вернулся к тренировкам, в США.

## Личная жизнь
Исии Сатоси был 9 месяцев женат на студентке университета по имени Мика. Они развелись в январе 2011 года.

## Статистика выступлений
| Результат | Рекорд | Соперник          | Способ                                  | Турнир                                                 | Дата             | Раунд | Время | Место                   | Примечание |
| --------- | ------ | ----------------- | --------------------------------------- | ------------------------------------------------------ | ---------------- | ----- | ----- | ----------------------- | ---------- |
| Победа    | 16-8-1 | Бьорн Шмидеберг   | Самбишном (кимура)                      | FFC 30 Linz                                            | 21 октября 2017  | 1     | 2:36  | Линз, Австрия           |            |
| Поражение | 15-8-1 | Иван Штырков      | Нокаут (удар)                           | RCC Boxing Promotions Russia vs. Japan                 | 9 июля 2017      | 2     | 3:43  | Екатеринбург, Россия    |            |
| Победа    | 15-7-1 | Хит Херринг       | Единогласное решение                    | (Heath Herring) Rizin 5 Rizin 2017 in Yokohama: Sakura | 16 апреля 2017   | 3     | 5:00  | Йокогама, Япония        |            |
| Поражение | 14-7-1 | Мухаммед Лаваль   | Единогласное решение                    | Bellator 169: King Mo vs Ishii                         | 16 декабря 2016  | 3     | 5:00  | Дублин, Ирландия        |            |
| Поражение | 14-6-1 | Куинтон Джексон   | Раздельное решение                      | Bellator 157: Dynamite 2                               | 24 июня 2016     | 3     | 5:00  | Сент-Луис, США          |            |
| Поражение | 14-5-1 | Иржи Прохазка     | Нокаут (удары ногами и руками в голову) | Rizin Fighting Federation — Day 1                      | 29 декабря 2015  | 1     | 1:36  | Сайтама, Япония         |            |
| Победа    | 14-4-1 | Уилл Пенн         | Болевой (удушение сзади)                | Inoki Genome Fight 4                                   | 29 августа 2015  | 1     | 3:07  | Токио, Япония           |            |
| Победа    | 13-4-1 | Ник Россборо      | Болевой (кимура)                        | Inoki Genome Fight 3                                   | 11 апреля 2015   | 1     | 4:22  | Токио, Япония           |            |
| Поражение | 12-4-1 | Мирко Филипович   | Технический нокаут (удары)              | Inoki Bom-Ba-Ye 2014                                   | 31 декабря 2014  | 2     | 5:00  | Токио, Япония           |            |
| Поражение | 12-3-1 | Мирко Филипович   | Остановка боя врачом                    | Inoki Genome Fight 2                                   | 23 августа 2014  | 2     | 2:37  | Токио, Япония           |            |
| Победа    | 12-2-1 | Фил де Фриз       | Единогласное решение                    | Inoki Genome Fight 1                                   | 5 апреля 2014    | 2     | 5:00  | Токио, Япония           |            |
| Победа    | 11-2-1 | Кадзуюки Фудзита  | Единогласное решение                    | Inoki Bom-Ba-Ye 2013                                   | 31 декабря 2013  | 3     | 5:00  | Токио, Япония           |            |
| Победа    | 10-2-1 | Джефф Монсон      | Единогласное решение                    | M-1 Challenge 42                                       | 20 октября 2013  | 3     | 5:00  | Санкт-Петербург, Россия |            |
| Победа    | 9-2-1  | Клейтон Джонс     | Технический нокаут (удары)              | GENOME 27                                              | 20 июля 2013     | 1     | 0:35  | Осака, Япония           |            |
| Победа    | 8-2-1  | Педру Риззу       | Единогласное решение                    | GENOME 26                                              | 26 мая 2013      | 3     | 5:00  | Токио, Япония           |            |
| Победа    | 7-2-1  | Керри Шолл        | Болевой (американа)                     | GENOME 25                                              | 20 марта 2013    | 1     | 2:43  | Фукуока, Япония         |            |
| Победа    | 6-2-1  | Шон МакКоркл      | Болевой (кимура)                        | GENOME 24                                              | 23 февраля 2013  | 1     | 2:41  | Токио, Япония           |            |
| Победа    | 5-2-1  | Тим Сильвия       | Единогласное решение                    | Inoki Bom-Ba-Ye 2012                                   | 31 декабря 2012  | 3     | 5:00  | Токио, Япония           |            |
| Поражение | 4-2-1  | Фёдор Емельяненко | Нокаут                                  | Fight for Japan: Genki Desu Ka Omisoka 2011            | 31 декабря 2011  | 1     | 2:29  | Сайтама, Япония         |            |
| Ничья     | 4-1-1  | Паулу Филью       | Ничья                                   | AFC: Amazon Forest Combat 1                            | 14 сентября 2011 | 3     | 5:00  | Манаус, Бразилия        |            |
| Победа    | 4-1-0  | Жером Ле Банне    | Единогласное решение                    | Dynamite!! 2010                                        | 31 декабря 2010  | 3     | 5:00  | Сайтама, Япония         |            |
| Победа    | 3-1-0  | Кацуёри Сибата    | Болевой (кимура)                        | K-1 World MAX 2010 Final                               | 8 ноября 2010    | 1     | 3:30  | Токио, Япония           |            |
| Победа    | 2-1-0  | Икухиса Минова    | Единогласное решение                    | Dream 16                                               | 25 сентября 2010 | 2     | 5:00  | Нагоя, Япония           |            |
| Победа    | 1-1-0  | Тафа Мисипати     | Болевой (рычаг логтя)                   | X-plosion: New Zealand vs. Japan                       | 15 мая 2010      | 1     | 2:42  | Окленд, Новая Зеландия  |            |
| Поражение | 0-1-0  | Хидэхико Ёсида    | Единогласное решение судей              | Dynamite!! 2009                                        | 31 декабря 2009  | 3     | 5:00  | Токио, Япония           |            |